# NGC 2538
NGC 2538 (również PGC 22962 lub UGC 4266) – galaktyka spiralna z poprzeczką (SBa), znajdująca się w gwiazdozbiorze Małego Psa. Odkrył ją Édouard Jean-Marie Stephan 2 lutego 1877 roku.